# Kostel Nejsvětější Trojice (Litíč)
Kostel Nejsvětější Trojice je římskokatolický kostel v Litíči. Je chráněn jako kulturní památka České republiky. Je ve vlastnictví obce Litíč.

## Historie
Původní kostel v obci vybudován v roce 1586 nákladem tehdejšího majitele vsi Jana staršího Litického ze Šonova. Zbořen byl v roce 1860 a v letech 1860–1861 byl postaven kostel současný. V letech 2004–2005 byla opravena střecha na hlavní lodi kostela. V roce 2013 byl kostel poprvé otevřen také při příležitosti Noci kostelů.

## Bohoslužby
Bohoslužby se konají příležitostně.